# But (entreprise)
Pour les articles homonymes, voir BUT.
But est une enseigne française de magasins spécialisés dans l'équipement de la maison (ameublement, électroménager, image, son), fondée en 1972, devenue ensuite une filiale du groupe Mobilux.

## Historique
L'enseigne But est créée en 1972 par André Venturini au Havre. Avec son fils Michel, il développe rapidement le réseau grâce au système de franchise.  
En 2018, But International dispose, en France, de 254 établissements (points de vente et entrepôts). 
Carrefour entre au capital de But à hauteur de 47 % en juillet 1987 et cède 30 % de ses actions en décembre 1993 pour des raisons de restructuration et de recentrage. En 1997, But est acheté par le groupe anglais Kingfisher qui l'intègre au sein de sa filiale Kingfisher Electricals. 
De fin mars 2008 à fin juin 2016, But appartenait au groupe Decomeubles Partners, une société détenue par le consortium composé de Colony Capital, Goldman Sachs et OpCapita (en).
Franck Maassen remplace Régis Schultz (parti chez Darty) en avril 2013.
Le 29 juin 2016, le fonds Clayton, Dubilier & Rice annonce être entré en négociations exclusives pour le rachat de But, aux côtés de WM Holding, véhicule d'investissement du groupe de meubles Lutz. La transaction, dont le montant n'a pas été révélé, devrait intervenir au deuxième semestre 2016. But serait valorisé à plus de 500 millions d'euros,. La transaction est finalement finalisée en novembre. 
Le 1er octobre 2018, Alexandre Falck remplace Frank Maassen à la tête de l'enseigne.
En novembre 2018 des employés du magasin de Bobigny s'opposent à sa fermeture et occupent les lieux. Par ailleurs, But entre en négociations exclusives avec l'enseigne Fly afin de reprendre l'enseigne et son réseau de franchisés.
Lors de la publication de son exercice 2018, clos en juin, But présente un chiffre d'affaires de 2,137 milliards d’euros, en progression de 0,89 % par rapport à l'exercice précédent, soit une part de marché de 14,24 % sur le meuble. Son chiffre d'affaires est réalisé à 70 % dans le meuble, 20 % dans l'électroménager et 10 % dans la décoration.
But concentre son activité sur 3 principaux marchés, présents dans chaque magasin But :
- Ameublement et décoration (avec notamment des métiers forts tels salon, literie et cuisines)
- Électroménager (encastrable et petit-électroménager compris)
- Image et son

Cetelem est la société financière qui gère la carte But.
Au début de juillet 2020, la maison-mère de But, Mobilux, filiale du groupe autrichien XXXLutz et du fonds d'investissement américain Clayton, Dubilier & Rice, rachète Conforama, son concurrent principal qui va donc passer sous le même giron,.
En juillet 2022, But ouvre son premier magasin hors de France. Au Cameroun dans le centre commercial PlaYce à Yaoundé, grâce à un partenariat entre le grec Arno et le français Duval. Il portera le nom de « BUT by Arno » et aura une surface commerciale de 1 300 m². But va également ouvrir un magasin en novembre 2022 dans la ville de Tananarive, la capitale de Madagascar, via le groupe SIRR d'une surface commerciale de 2 800 m². À terme, 2 ou 3 points de vente pourraient voir le jour. 
But a également comme projets d'ouvrir à terme des magasins sur l'île Maurice.

## Identité visuelle

### Logotype

Logo de But jusqu'en décembre 1999
logo de But de décembre 1999 à 2008
Logo de But depuis 2008

### Slogan
- Actuel : « Vos envies sans attendre ».
- Précédents : « Des prix et des idées tous les jours » ; « Vous êtes bien chez But » ; « But, on s'y retrouve tous ! » ; « Choisissez bien, choisissez But » ; « But, le juste prix » ; « But, c'est NOUS ! ».

## Le juste prix
But a été, de 1987 à 2001 et depuis 2024, le sponsor officiel du jeu télévisé Le Juste Prix, présenté successivement par Max Meynier, Éric Galliano, Patrick Roy, et Philippe Risoli sur TF1, puis par Éric Antoine à la suite du retour de l'émission sur M6. Cependant, entre 2009 et 2015, époque où le présentateur était Vincent Lagaf', le sponsor du jeu n'était plus But mais le fabricant de piscines Waterair[réf. nécessaire].
Durant le mois de décembre 1999, l'enseigne, par l'intermédiaire de son sponsoring pour Le Juste Prix, officialise son changement de logo. On y voit l'étoile aux bords bleus de l'ancien logo disparaître pour se cacher derrière le carré rouge avec un rectangle bleu devant sur lequel est écrit le slogan éponyme[réf. nécessaire].